# Leytebukten
Leytebukten är en vattenmassa öster om ön Leyte i Filippinerna som gränsar till Filippinska sjön i Stilla havet, vid 10°50′N 125°25′Ö / 10.833°N 125.417°Ö. Bukten avgränsas i norr av ön Samar som avskiljs från Leyte i väster av det smala sundet San Juanico och i söder av Mindanao, skild från Leyte genom Surigaosundet. Ön Dinagat omsluter delvis bukten i sydost och de små öarna Homonhon och Suluan sträcker ut sig i den östra infarten till bukten. Till storlek är Leytebukten cirka 130 km norr-söder och 60 km öst-väst. Leytebukten var också platsen för slaget vid Leytebukten, ett av de största sjöslagen i andra världskriget. När platsen erövrades av de allierade blev öarna i bukten basen för de B-29:or som bombade Japan 1945.